# Geuda Springs
Geuda Springs är en ort i Cowley County, och Sumner County, i Kansas. Vid 2020 års folkräkning hade Geuda Springs 158 invånare.